# Vasaces knulli
Vasaces knulli är en skalbaggsart som beskrevs av Ross H. Arnett, Jr. 1953. Vasaces knulli ingår i släktet Vasaces och familjen blombaggar. Inga underarter finns listade i Catalogue of Life.